# 타티야나 사돕스카야
타티야나 키릴로브나 사돕스카야(러시아어: Татья́на Кири́лловна Садо́вская, 1966년 4월 3일~)는 소련과 러시아의 펜싱 선수로 주 종목은 플뢰레이다. 1992년 하계 올림픽에서 플뢰레 개인전 동메달을 획득했다.
은퇴 후에는 펜싱 지도자로 활동했다.